# New York, New Haven and Hartford Railroad
De New York, New Haven and Hartford Railroad (reporting mark NH) is een voormalige spoorwegmaatschappij in de Verenigde Staten die tussen 1872 en 1968 spoorwegvervoer leverde in het noordoosten van dat land. De maatschappij is vooral bekend onder de naam New Haven Railroad.
In het noordoosten van de Verenigde Staten ontstonden al vroeg diverse spoorwegmaatschappijen. Reeds in 1833 kreeg de New York & New Haven een concessie voor de New Haven Line tussen beide steden. De Hartford & New Haven kreeg een concessie voor een lijn tussen Hartford en New Haven en startte in 1836 met de bouw van deze lijn. Deze twee maatschappijen fuseerden op 6 augustus 1872 tot de New York, New Haven & Hartford Railroad (kortweg de 'New Haven' genoemd). Dankzij het opkopen van andere maatschappijen groeide de New Haven uiteindelijk uit tot de grootste spoorwegmaatschappij tussen New York en Boston.

## Reizigersvervoer
De New Haven kende een omvangrijk reizigersvervoer. Dit concentreerde zich voornamelijk op de belangrijke 'Shore Line' tussen de steden New York, New Haven en Boston. Deze dubbelsporige (en vaak zelfs 3- en 4-sporige) hoofdlijn was tussen de eerste twee steden volledig geëlektrificeerd. Daarnaast bood de maatschappij een uitgebreid netwerk van forensenvervoer rond Boston.
In New Haven vond een locwisseling plaats van elektrisch naar stoom en later diesel, en vice versa. Dit was nodig vanwege de tunnels naar Grand Central Terminal in New York: deze stad had begin 20e eeuw namelijk een verordening uitgevaardigd dat er vanwege de veiligheid geen stoomlocomotieven meer in de spoortunnels mochten rijden. De New Haven moest toen materieel aanschaffen dat geschikt was voor het derderailsysteem van de New York Central (over wiens sporen de New Haven naar Grand Central Terminal - eveneens eigendom van de New York Central - reed). Voor de New Haven was dit aanleiding om meteen zijn eigen hoofdlijn tot aan New Haven van bovenleiding te voorzien.

## Goederenvervoer
Als grootste speler in de regio New England was de New Haven ook van belang voor het goederenvervoer. De industrie had veel grondstoffen nodig en deze kwamen binnen via Maybrook Yard (NY) en via de carfloats in de haven van New York. Producten naar de rest van Amerika gingen de omgekeerde route.

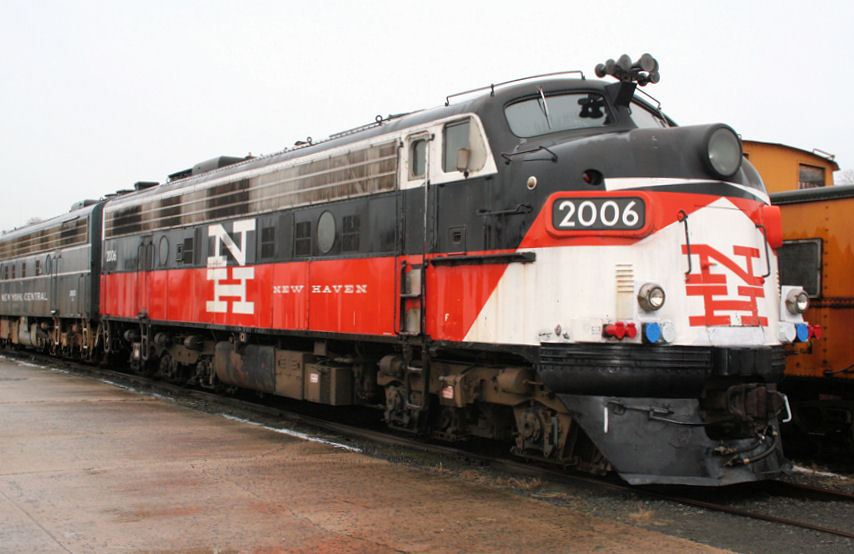
Ex-New Haven EMD FL-9 dieselelektrische locomotief nummer 2006, Danbury Railway Museum, Danbury, Connecticut, USA.

## Neergang en einde van de New Haven
De maatschappij heeft altijd grote financiële problemen gekend. Een bankroet in 1935 werd dankzij de enorme opleving van het vervoer in de Tweede Wereldoorlog te boven gekomen, maar de concurrentie van de auto en het vliegverkeer in de jaren 50 en 60 én mismanagement door de directie werden de maatschappij fataal. Het goederenvervoer werd deels door vrachtwagens overgenomen, bovendien verdween veel industrie uit de regio waarmee automatisch het vervoer verdween. Om het spoorvervoer in New England te kunnen redden werd besloten om op 1 januari 1969 de New Haven te laten opgaan in de Penn Central. Deze spoorwegmaatschappij - op 1 februari 1968 ontstaan uit een fusie tussen de Pennsylvania Railroad en de New York Central - ging echter in 1970 al failliet, een van de grootste faillissementen in de geschiedenis van de Verenigde Staten.

## Het vervolg
Om de ontstane crisis in het goederenvervoer in het noordoosten van de VS op te lossen (inmiddels waren ook verscheidene andere maatschappijen failliet gegaan), is door de overheid in 1976 het nieuwe spoorwegbedrijf Conrail opgezet. Ook een groot deel van de lijnen van de New Haven werden in deze nieuwe maatschappij ondergebracht. Het forensenvervoer kwam uiteindelijk terecht bij nieuwe maatschappijen die door de regionale overheden werden opgestart, zoals Metro-North Railroad en de Connecticut Department of Transportation. Het overige reizigersvervoer kwam in handen van Amtrak: zij rijden nu de hogesnelheidstrein Acela over de Shoreline tussen New York en Boston. Conrail concentreerde zich op het goederenvervoer.
Na de opsplitsing van Conrail in 1999 gingen enkele lijnen naar CSX. Andere lijnen zijn in handen van onder andere de Providence and Worchester Railroad, de Housatonic Railroad en Pan Am Railways.